# 麥蓮

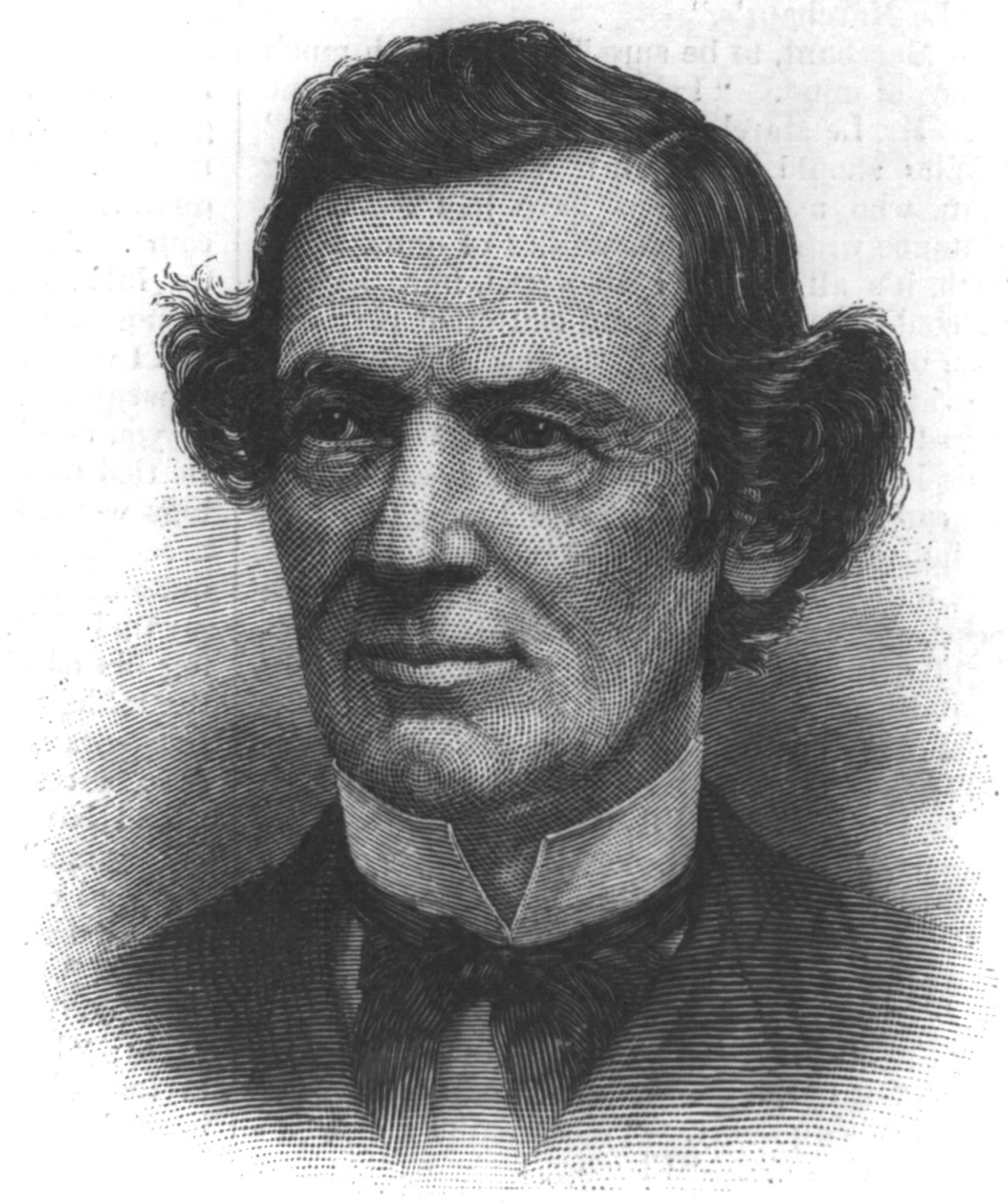
麥蓮

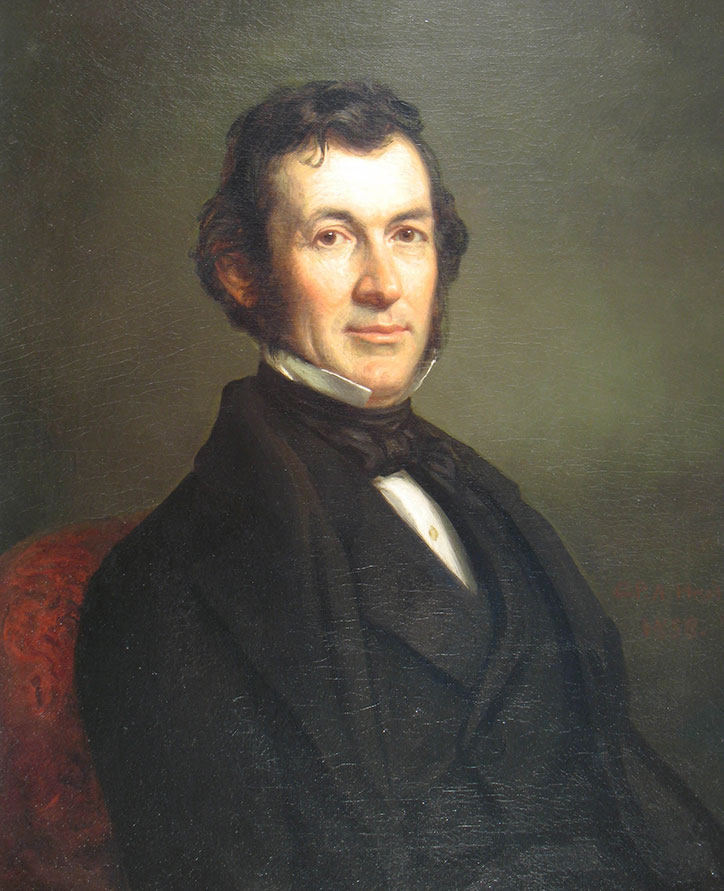
麥蓮

麥蓮（英語： Robert Milligan McLane，1815年6月23日—1898年4月16日）美国政治家、军官、外交家。历任美国驻墨西哥、法国大使，和驻大清国公使。美国众议院议员，民主党主席，马里兰州第39届州长。曾于1854年5月乘军舰至南京，访问太平天国，太平天国答复为“准年年来贡”，遂对太平天国没有好感，建议美国政府支持清政府。